# Свердликово
Свердликово (рос. Свердликово) — село в Суджанському районі Курської області Російської Федерації.
Населення становить 543 особи. Входить до складу муніципального утворення Свердликовська сільрада.
Контролювалося Україною з 7 серпня 2024 року до 20 лютого 2025 року

## Історія
Населений пункт розташований на території українського етнічного та культурного краю Східна Слобожанщина.
Від 2004 року входить до складу муніципального утворення Свердликовська сільрада.
З 6 серпня 2024 року Свердликово контролюється ЗСУ, прапор Росії було знято з будівлі сільради.
22 серпня 2024 року відомий Український волонтер, відеоблогер і громадянський активіст Сергій Стерненко зробив розіграш де кожна людина могла отримати за донат від 200 гривень залізну табличку з написом села Свердликово Курської області.І той хто більше задонатить має більше шансів її отримати.Усі гроші які були задоначені за увесь час розіграшу пішли на закупівлю дронів для Збройних сил України.
Розіграш закінчився 23.08.2024 року у 8:19 за київським часом чоловіку на ім'я Андрій.Б
Обман Андрія був швидко розкритий. Табличка на якій він позує, не вбирається в вимогова Держстандарту РФ.

Сергій Стерненко тримає залізну табличку з написом села Свердликово.

20 лютого 2025 ворог відновив контроль над Свердликовим .

## Населення
| 2002 | 2010 |
| ---- | ---- |
| 562  | ↘543 |